# NGC 288
NGC 288 este un roi globular situat în constelația Sculptorul. A fost descoperit în 27 octombrie 1785 de către William Herschel. De asemenea, a fost observată încă o dată în 14 noiembrie 1835 de către John Herschel.